# اچ‌ام‌تی آگات (۱۹۳۳)
اچ‌ام‌تی آگات (۱۹۳۳) (به انگلیسی: HMT Agate (1933)) یک زیردریایی است که طول آن ۱۵۷٫۲۵ فوت (۴۷٫۹۳ متر) می‌باشد. این زیردریایی در سال ۱۹۳۳ ساخته شد.